# Таганрогская рыбопромысловая мореходная школа
Таганро́гская рыбопромысло́вая морехо́дная шко́ла — школа юнг, существовавшая в Таганроге с 1930 по 1958 год.

## История
В 1930 году в Таганроге открылась Таганрогская мореходная школа Наркомата рыбной промышленности СССР. Для неё было выстроено двухэтажное здание на Рыбной площади, по адресу Добролюбовский переулок 44.
После освобождения Таганрога от оккупации школа возобновила свою работу 1 октября 1944 года, на тот момент в ней обучалось 80 человек. Обучение было рассчитано на 3 года. Первый послевоенный выпуск состоялся 17 июня 1947 года.
Называлась на тот момент школа «Таганрогская школа юнг НКРП СССР». Специальности — мотористы и судоводители. Позже школа получила название «Таганрогская рыбопромысловая мореходная школа» (ТРПМШ). Она готовила средний командный состав для флота рыбной промышленности по специальности «Штурман малого плаванья».
В 1958 году школа была ликвидирована.